# Denis Hollenstein
Denis Hollenstein (* 15. Oktober 1989 in Zürich) ist ein Schweizer Eishockeyspieler, der seit Juli 2018 bei den ZSC Lions aus der Schweizer National League unter Vertrag steht und dort auf der Position des linken Flügelstürmers spielt. Sein Vater Felix Hollenstein war ebenfalls professioneller Eishockeyspieler und seine Cousine Silvana Nötzli Unihockeyspielerin.

## Karriere

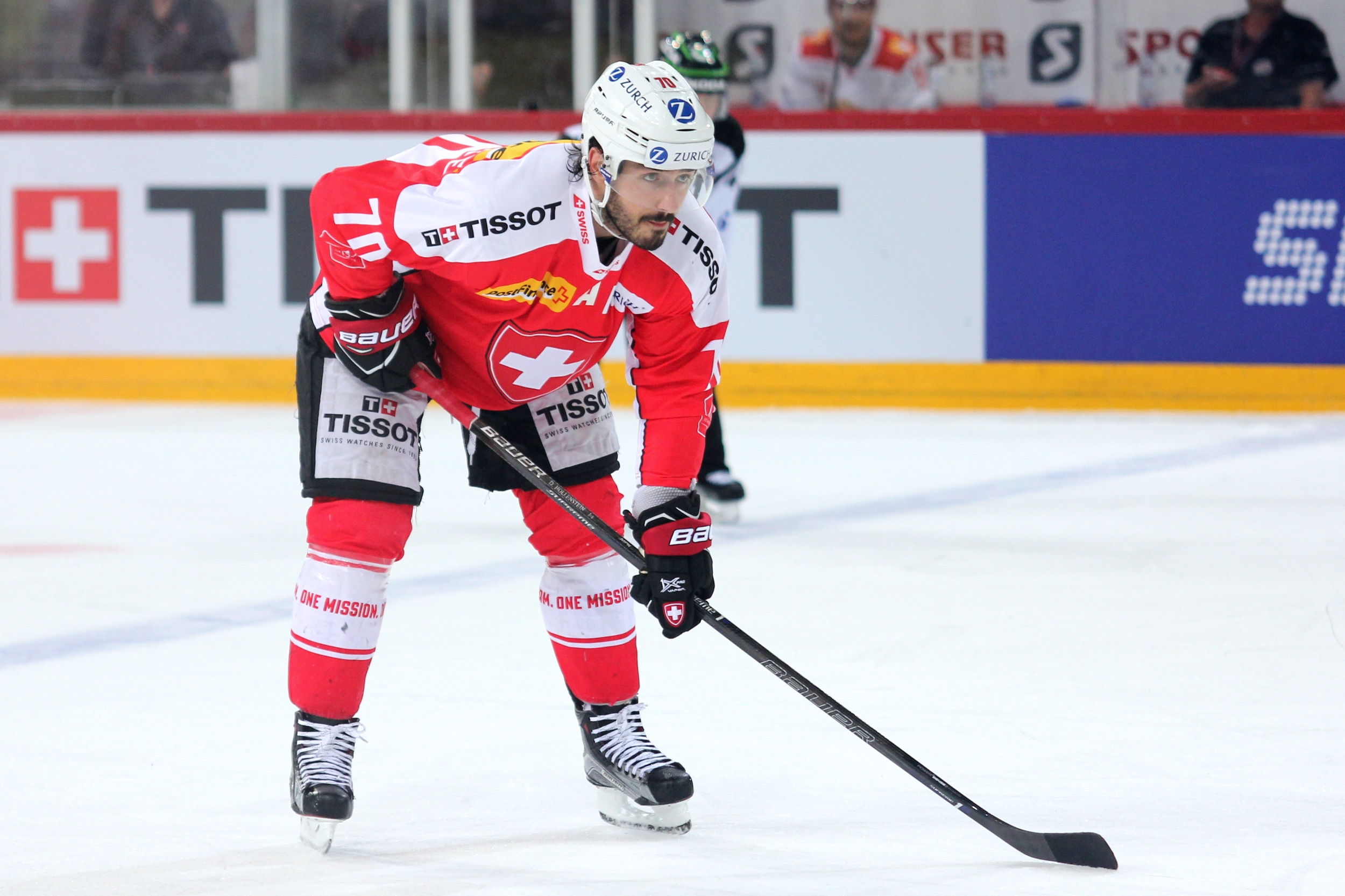
Hollenstein im Trikot der »Nati« (2017)

Hollenstein begann seine Karriere als Eishockeyspieler beim EHC Kloten, in deren Nachwuchsabteilung er bis 2007 aktiv war. Die Saison 2006/07 beendete er allerdings beim EHC Bülach aus der drittklassigen 1. Liga. Anschliessend wechselte der Angreifer für zwei Jahre zu den Guelph Storm, die ihn beim CHL Import Draft 2007 in der ersten Runde als insgesamt 32. Spieler ausgewählt hatten, in die kanadischen Juniorenliga Ontario Hockey League, für die er in insgesamt 104 Spielen 39 Scorerpunkte erzielte.
Zur Saison 2009/10 kehrte er zu den Kloten Flyers zurück, bei denen er einen Profivertrag erhielt. Im November 2012 unterschrieb Hollenstein einen Vierjahresvertrag beim Genève-Servette HC, der ab der Saison 2013/14 galt. Die Genfer gewannen mit Hollenstein in diesem Jahr den prestigeträchtigen Spengler Cup. Ein Jahr später machte er von einer Ausstiegsklausel Gebrauch und kehrte zu den Flyers zurück, die damals von seinem Vater Felix trainiert wurden. Mit dem EHC wurde er im Jahr 2017 Schweizer Cupsieger. Im Jahr 2017 sah er beim EHC Kloten keine sportliche Perspektive mehr und unterschrieb im November einen Fünfjahresvertrag bei den ZSC Lions, der ab der Saison 2018/19 galt. Mit den Lions gewann er in den Frühjahren 2024 und 2025 die Schweizer Meisterschaft. Dazwischen lag der Gewinn der Champions Hockey League. Aufgrund einer Unterkörperverletzung absolvierte der Stürmer im Verlauf der Spielzeit 2024/25 im Dezember 2024 jedoch nur eine CHL-Partie.

### International
Für die Schweiz nahm Hollenstein an der U18-Junioren-Weltmeisterschaft 2007 sowie der U20-Junioren-Weltmeisterschaft 2008 teil.
Bei der Weltmeisterschaft 2012 gehörte er erstmals der A-Nationalmannschaft bei einem großen internationalen Turnier an. Im folgenden Jahr gewann er mit der A-Nationalmannschaft die Silbermedaille bei der Weltmeisterschaft 2013 und war mit acht Scorerpunkten in zehn Spielen einer der Leistungsträger des Teams. Weitere Einsätze hatte der Stürmer bei den Weltmeisterschaften der Jahre Weltmeisterschaft 2014, 2015, 2016 und 2017. Des Weiteren spielte Hollenstein bei den Olympischen Winterspielen 2014 in Sotschi, 2018 in Pyeongchang und 2022 in Peking.

## Erfolge und Auszeichnungen
| - 2006 Schweizer Juniorenmeister mit dem EHC Kloten - 2013 Spengler-Cup-Gewinn mit dem Genève-Servette HC - 2017 Schweizer Cupsieger mit dem EHC Kloten - 2017 NL Media Swiss All-Star Team | - 2021 Topscorer des Schweizer Cups - 2024 Schweizer Meister mit den ZSC Lions - 2025 Champions-Hockey-League-Gewinn mit den ZSC Lions - 2025 Schweizer Meister mit den ZSC Lions |

### International
- 2013 Silbermedaille bei der Weltmeisterschaft

## Karrierestatistik
Stand: Ende der Saison 2024/25

### International
Vertrat die Schweiz bei:
| - U18-Junioren-Weltmeisterschaft 2007 - U20-Junioren-Weltmeisterschaft 2008 - Weltmeisterschaft 2012 - Weltmeisterschaft 2013 - Olympischen Winterspielen 2014 - Weltmeisterschaft 2014 | - Weltmeisterschaft 2015 - Weltmeisterschaft 2016 - Weltmeisterschaft 2017 - Olympischen Winterspielen 2018 - Olympischen Winterspielen 2022 |

(Legende zur Spielerstatistik: Sp oder GP = absolvierte Spiele; T oder G = erzielte Tore; V oder A = erzielte Assists; Pkt oder Pts = erzielte Scorerpunkte; SM oder PIM = erhaltene Strafminuten; +/− = Plus/Minus-Bilanz; PP = erzielte Überzahltore; SH = erzielte Unterzahltore; GW = erzielte Siegtore; 1 Play-downs/Relegation; Kursiv: Statistik nicht vollständig)